# Ingenjörsvillorna

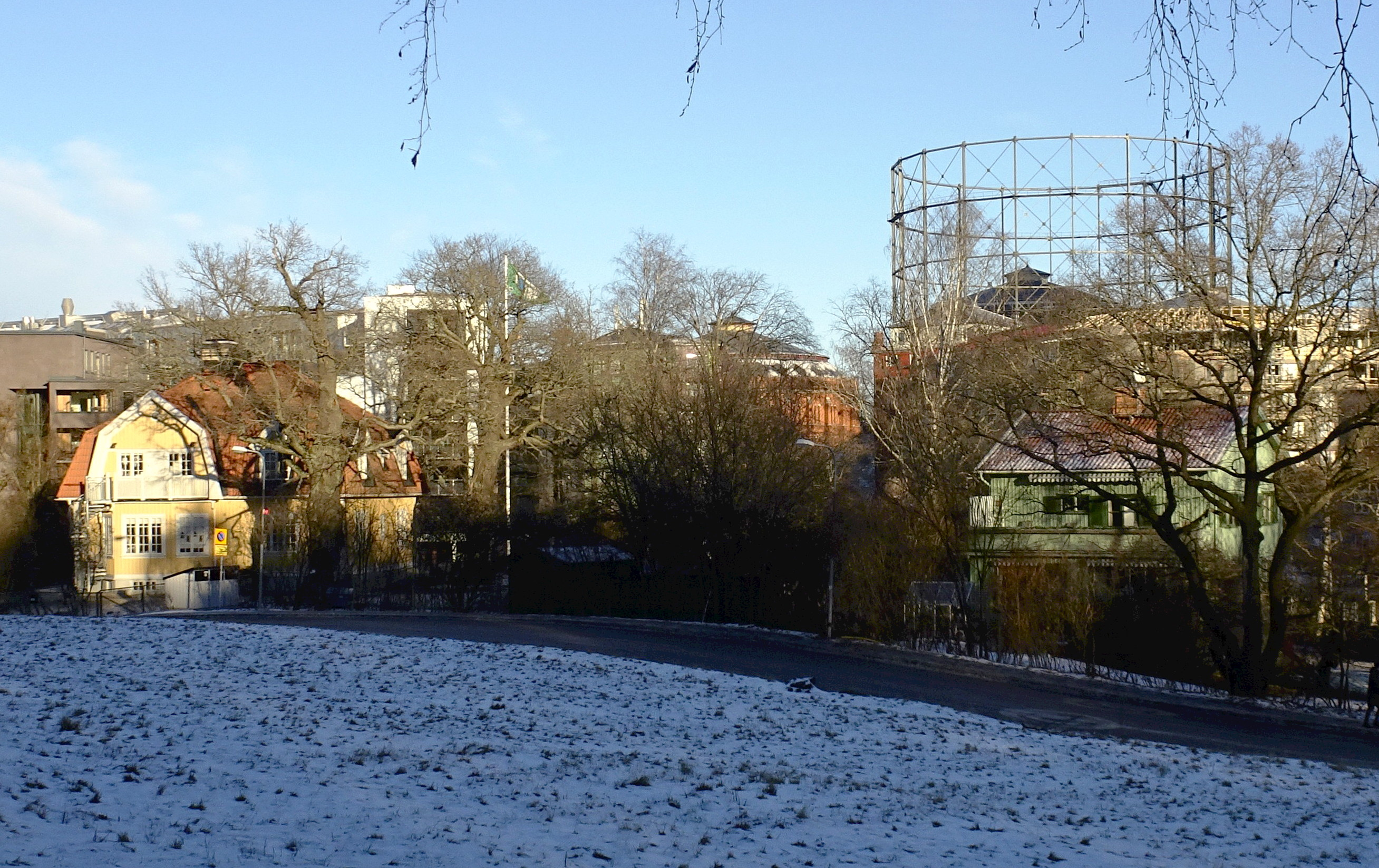
Ingenjörsvillorna, Ekbacken till vänster och Ingenjörsvillan II till höger. Vy från Norra Fiskartorpsvägen, november 2016.

Ingenjörsvillorna är tre villor vid Gasverksvägen 3-7 i stadsdelen Hjorthagen på Norra Djurgården i Stockholm. Villorna byggdes som bostäder för ingenjörer vid Värtagasverket och representerar idag ett högt kulturhistoriskt värde. Villorna är numera privatbostäder respektive förskola och ingår i Kungliga Nationalstadsparken.

## Historik
Enligt en antikvarisk förundersökning utfört av Nyréns Arkitektkontor 2010 kallas de tre villorna (räknat söderifrån) Ingenjörsvilla II, Villa Ekbacken och Ingenjörsvilla III. Numreringen indelades efter villornas tillkomsttid. Den första som uppfördes var Villa Ekbacken (motsvarande Ingenjörsvilla I) som stod färdig 1914 medan Ingenjörsvillorna II och III blev klara på våren respektive hösten 1932. Samtliga tre villor är samlade väster om gasverket och står på en trädgårdstomt  i hörnet Norra Fiskartorpsvägen /  Gasverksvägen. Villorna är grönklassade av Stockholms stadsmuseum vilket betyder att bebyggelsen är särskilt värdefull från historisk, kulturhistorisk, miljömässig eller konstnärlig synpunkt. 

## Villa Ekbacken (Ingenjörsvilla I)

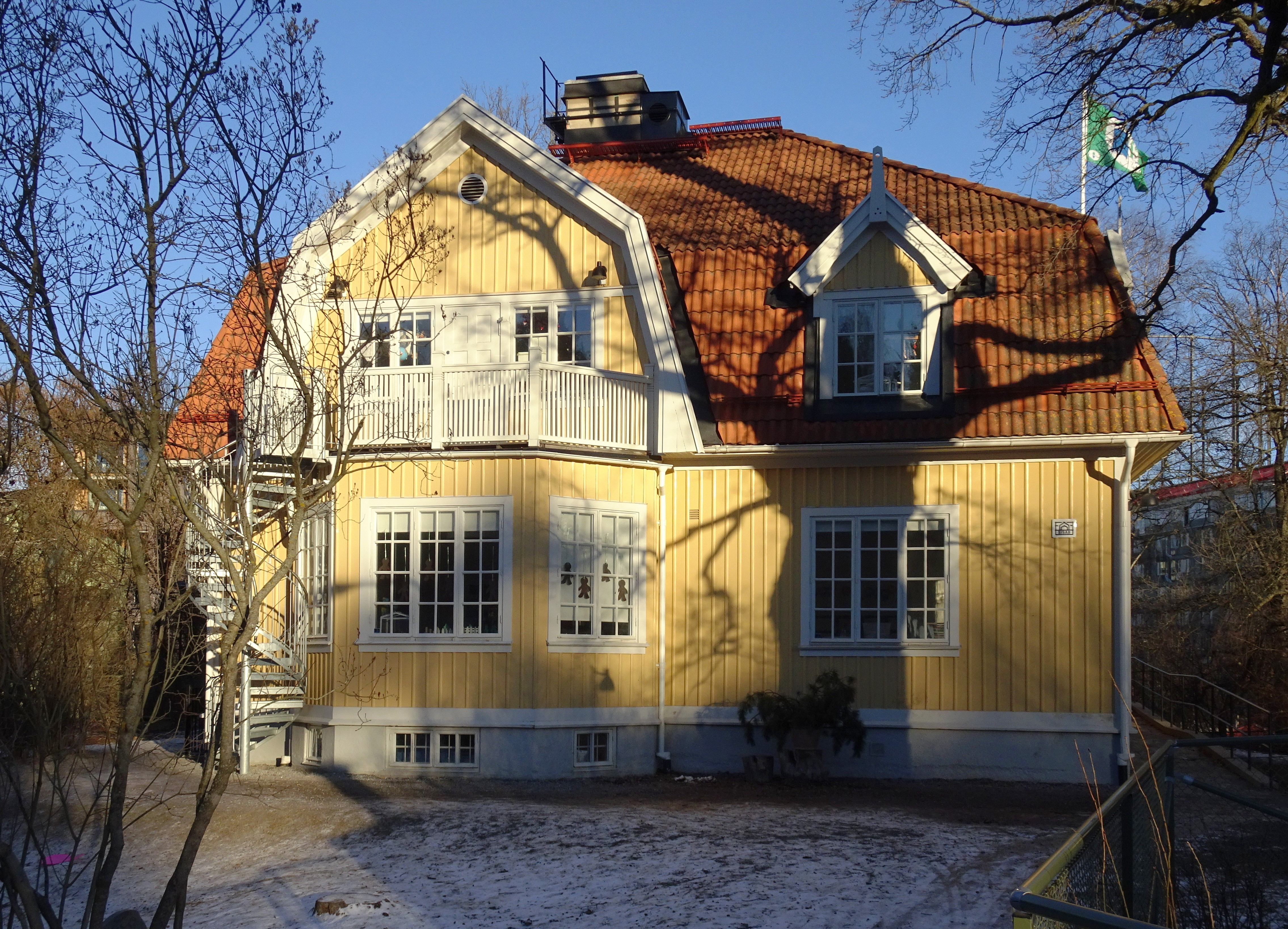
Villa Ekbacken, Ingenjörsvillan I, 2016.

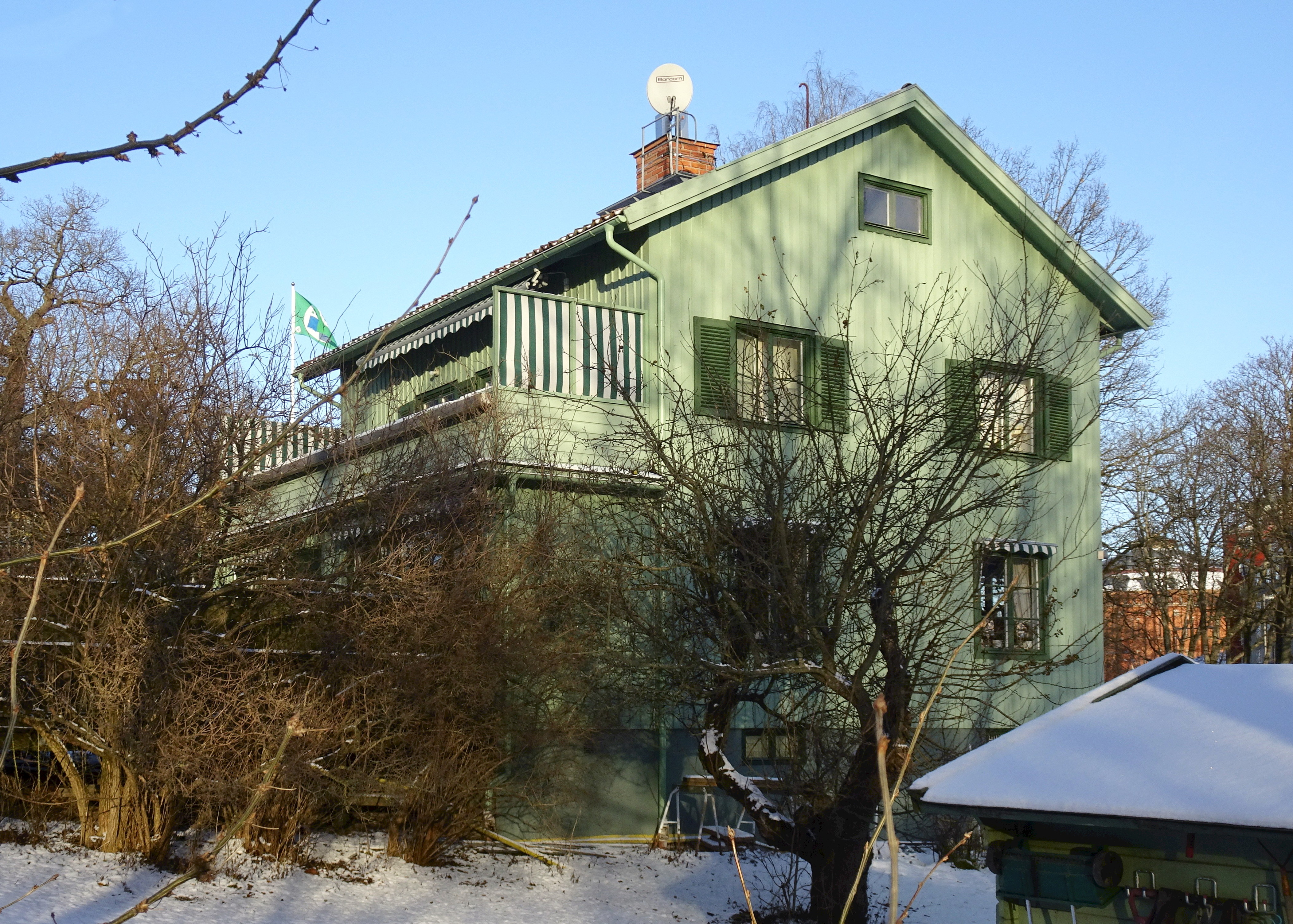
Ingenjörsvillan II, 2016.

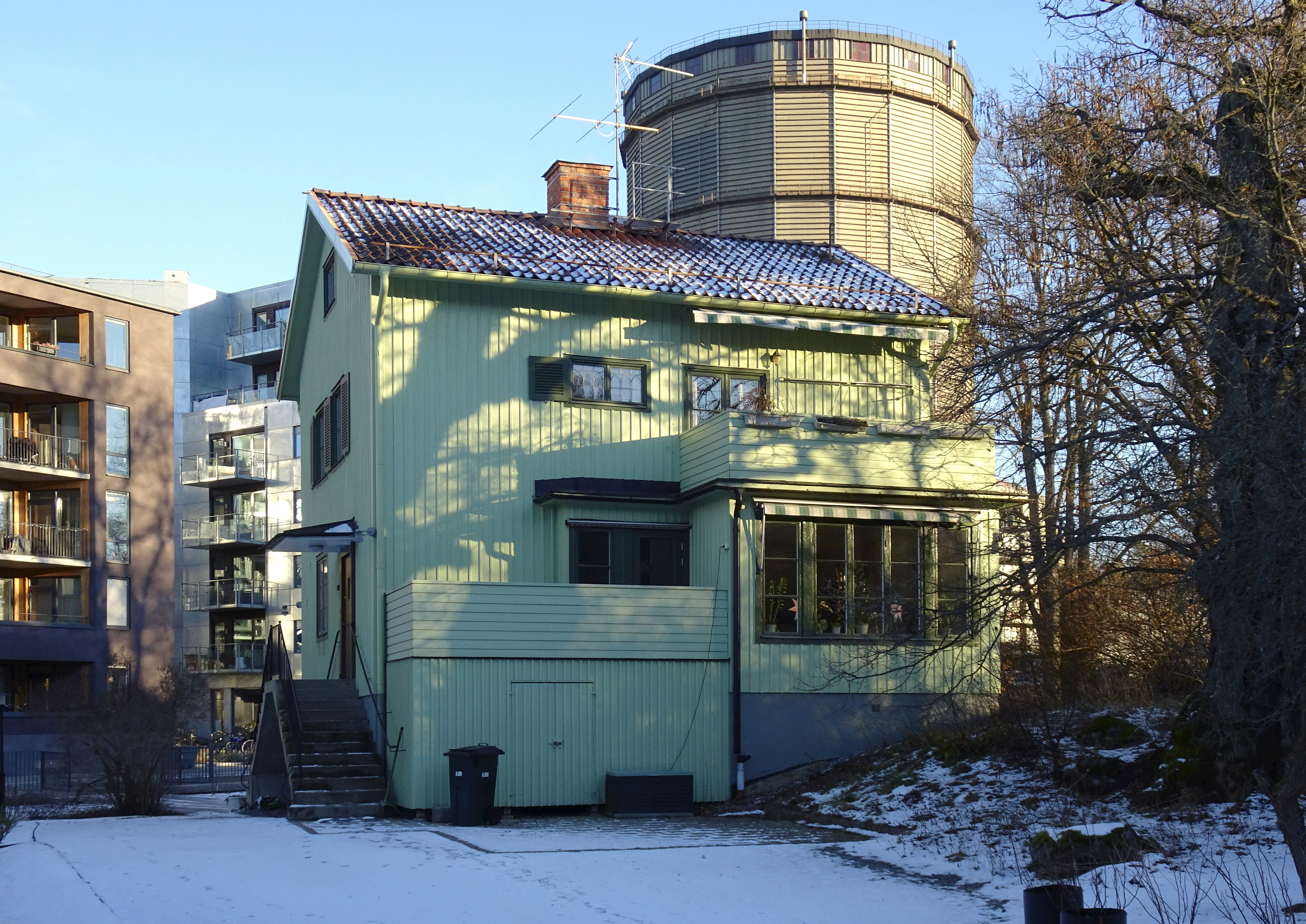
Ingenjörsvillan III, 2016.

Villa Ekbacken uppfördes 1913-14 på en kulle väster om Värtagasverket och var avsedd som bostad för chefsingenjören vid gasverket. På grund av sitt vackra ekbestånd kallades kullen för Ekbacken och det blev även villans namn. Då hörde till villan en park med slingrande vägar. Det ändrades när Ingenjörsvillorna II och III tillkom på 1930-talet norr om söder om Villa Ekbacken. Nya infarter och gångvägar ordnades för de nya byggnaderna och den tidigare generösa parken försvann och delades i tre trädgårdar dock utan skarpa inbördes gränser.
Den idag gulmålade villan (troligen inte ursprungskulören) gestaltades med drag av jugend och nationalromantik. Arkitekten är okänd. Byggnaden är ett trähus på 1½ plan med fullt inredd vindsvåning under ett brutet och valmat sadeltak. Huset har en altan på bottenvåningens utskjutande burspråk, och en balkong på den glasade verandan med entré. På bottenvåningen låg entréhall, tre rum, kök serveringsgång och toalettrum. På vindsvåningen fanns fyra rum. På 1940- och 50-talen genomfördes flera ombyggnader. Efter en tid som kontor blev Villa Ekbacken på 1990-talets slut bostad för Birka Energis verkställande direktör. Birka Energi var mellan 1998 och 2002 ägare till Värtagasverket innan Fortum tog över. År 2014 förvärvade SISAB fastigheten och lät bygga om den till förskola för barn i Norra Djurgårdsstaden.

## Ingenjörsvilla II
Ingenjörsvillan II ligger i södra delen av tomten och stod klar på våren 1932. Huset utformades av okänd arkitekt i funktionalismens stilriktning, byggd i två plan med vind under ett flackt sadeltak. Fasaderna har stående, ljusgrön målad locklistpanel. Ingenjörsvilla II planerades som en representativ bostad för en familj med flera barn och hemhjälp. På bottenvåningen märks en mindre förstuga med kapprum samt en rymlig hall med blomsterrum. Vardagsrum och matsal lades i fil med en skjutdörr däremellan. Köket var ursprungligen uppdelat i kokkök och serveringsrum. På andra våningen anordnades bland annat en hall och tre sovrum och på vinden låg jungfrukammare. I källarvåningen fanns matkällare, pannrum, förråd och tvättstuga samt garage för husherrens bil. Huset är idag privatvilla.

## Ingenjörsvilla III
Ingenjörsvillan III ligger i norra delen av tomten och har stora likheter med Ingenjörsvillan II. Huset ritades förmodligen av samma arkitekt och stod färdig på hösten 1932. Liksom Ingenjörsvillan II är huset formgivet i funktionalismens stil med ungefär samma planlösning och fasadgestaltning varför beskrivningen för Ingenjörsvillan III i princip blir samma som för Ingenjörsvillan II. Byggnaden är välbevarad och tidstypisk. Huset är idag privatvilla.